# Ixia trifolia
Ixia trifolia är en irisväxtart som beskrevs av Gwendoline Joyce Lewis. Ixia trifolia ingår i släktet Ixia och familjen irisväxter. Inga underarter finns listade i Catalogue of Life.